# Pelidnota equatoriana
Pelidnota equatoriana är en skalbaggsart som beskrevs av Soula 2009. Pelidnota equatoriana ingår i släktet Pelidnota och familjen Rutelidae. Inga underarter finns listade i Catalogue of Life.